# تيم بيفينز
تيم بيفينز (بالإنجليزية: Tim Bivins)‏ (و. 1952 – م) هو سياسي من الولايات المتحدة الأمريكية .